# Birger Nerman
Birger Nerman (Norrköping, 6 ottobre 1888 – Stoccolma, 22 agosto 1971) è stato un archeologo e scrittore svedese.
Era il fratello minore del leader comunista svedese Tule Nerman e il fratello gemello dell'artista Einar Nerman.
Birger Nerman insegnò temporaneamente all'Università di Uppsala nel 1917 e nel 1920. Nel 1923 divenne professore di archeologia all'Università di Tartu (a Tartu in Estonia). Lì diresse gli scavi di Izborsk (1924) e Grobin in Lettonia (1929), insieme a quelli di altri siti altomedievali.
Nel 1925 le Forze Armate Svedesi fecero pubblicare il suo Det svenska rikets uppkomst ("La Nascita del Regno Svedese"), in cui Nerman affermava che la formazione dello Stato Svedese era già stata completata nell'VIII secolo, che era la diretta evoluzione del "potente regno di Svea" citato da Tacito e che la Svezia con la sua storia bimillenaria svettava fra le altre nazioni d'Europa.
Nel 1938 Nerman divenne il capo del Museo Svedese di Antichità Nazionali.